# Evoke
Evoke er en interaktiv digital installation af den britiske kunster og arkitekt Usman Haque, som blev fremvist for første, og formentlig sidste gang, fra den 26. oktober til den 3. november i forbindelse med kunstfestivalen Illuminating York 2007, hvis tema var at lyse byens rum op i de mørke aftentimer.
Haque bidrog ved at projicere et virvar af skarpe neonfarver og psykedeliske mønstre op på facaden af byens vartegn York Minster, som er den største nordeuropæiske katedral opført i gotisk stil. Hvordan katedralen blev belyst afhang af publikums interaktion med installationen, som optog og responderede på omgivelsernes lydkilder i realtid. Jo højere lydniveau, des større en del af katedralens facade blev oplyst, og alt efter lydkildernes samlede og individuelle klang dannede installationen lysets mønstre og bevægelser. Sidstnævnte var dog kun til dels et udslag af publikums interaktion, eftersom en uafvigelig regel for lysets bevægelse var, at det altid strømmede fra facadens fod mod de øverste spir i en opadgående retning. På den måde stræbte Evoke, ligesom katedralens gotiske arkitektur, efter at rette publikums opmærksom mod himlen, og det der er større end individet. 
Værkets titel, som oversat til dansk betyder at fremmane eller vække til live, og dets udformning rejste dermed en række problematikker omkring mødet mellem religion på den ene side og vores samfunds tendens til teknofilt selvsving på den anden.